# Copa d'Àfrica de Nacions 1963
El 1963 es disputà la quarta edició de la Copa d'Àfrica de Futbol, a Ghana. El campionat s'amplià a sis equips, dividits en dos grups de tres, on cada guanyador es classificava per la final. Ghana guanyà el torneig derrotant el Sudan, per 3 a 0, a la final.

## Fase de classificació
Es va organitzar una fase de classificació amb vuit equips (se'n van classificar quatre) i una fase final amb sis equips. Etiòpia, com a vigent campiona, i Ghana, com a organitzadora, van entrar directament a la fase final.
Els equips classificats van ser:
| Equips                  | Participacions anteriors | Millor resultat       |
| ----------------------- | ------------------------ | --------------------- |
| Etiòpia (vigent campió) | 3 (1957, 1959 i 1962)    | Campions (1962)       |
| Ghana (amfitrió)        | Debutants                | Debutants             |
| Nigèria                 | Debutants                | Debutants             |
| Sudan                   | 2 (1957 i 1959)          | Finalistes (1959)     |
| Tunísia                 | 1 (1962)                 | Tercers (1962)        |
| R. Àrab Unida           | 3 (1957, 1959 i 1962)    | Campions (1957, 1959) |

## Seus
| Accra             | AccraKumasi | Kumasi            |
| Estadi d'Accra    | AccraKumasi | Estadi de Kumasi  |
| Capacitat: 40.000 | AccraKumasi | Capacitat: 40.500 |
|                   | AccraKumasi |                   |

## Competició

### Primera fase

#### Grup A
| Pos | Equip     | PJ | PG | PE | PP | GF | GC | DG | Pts | Classificació |
| --- | --------- | -- | -- | -- | -- | -- | -- | -- | --- | ------------- |
| 1   | Ghana (H) | 2  | 1  | 1  | 0  | 3  | 1  | +2 | 3   | Finalista     |
| 2   | Etiòpia   | 2  | 1  | 0  | 1  | 4  | 4  | 0  | 2   | 3r i 4t lloc  |
| 3   | Tunísia   | 2  | 0  | 1  | 1  | 3  | 5  | −2 | 1   |               |

| Ghana   | 1 - 1 | Tunísia    |
| ------- | ----- | ---------- |
| Mfum 9' |       | Jedidi 36' |

 Estadi d'Accra (Accra)        
| Ghana  | 2 - 0 | Etiòpia |
| ------ | ----- | ------- |
| Acquah |       |         |

 Estadi d'Accra (Accra)        
| Etiòpia                 | 4 - 2 | Tunísia          |
| ----------------------- | ----- | ---------------- |
| Worku · Tekle · Tesfaye |       | Chetali · Jedidi |

 Estadi d'Accra (Accra)        

#### Grup B
| Pos | Equip         | PJ | PG | PE | PP | GF | GC | DG | Pts | Classificació |
| --- | ------------- | -- | -- | -- | -- | -- | -- | -- | --- | ------------- |
| 1   | Sudan         | 2  | 1  | 1  | 0  | 6  | 2  | +4 | 3   | Finalista     |
| 2   | R. Àrab Unida | 2  | 1  | 1  | 0  | 8  | 5  | +3 | 3   | 3r i 4t lloc  |
| 3   | Nigèria       | 2  | 0  | 0  | 2  | 3  | 10 | −7 | 0   |               |

| R. Àrab Unida                                | 6 - 3 | Nigèria                          |
| -------------------------------------------- | ----- | -------------------------------- |
| Riza 30', 32' · El-Shazly 42', 44', 81', 87' |       | Ekpe 78' · Bassey 82' · Onya 89' |

 Estadi de Kumasi (Kumasi)        
| R. Àrab Unida          | 2 - 2 | Sudan         |
| ---------------------- | ----- | ------------- |
| El-Shazly 5' · Riza 7' |       | Jaxa 60', 75' |

 Estadi de Kumasi (Kumasi)        
| Sudan                     | 4 - 0 | Nigèria |
| ------------------------- | ----- | ------- |
| Jaxa · El-Kuwarti · Wazza |       |         |

 Estadi de Kumasi (Kumasi)        

### Eliminatòries

#### 3r i 4t lloc
| R. Àrab Unida             | 3 - 0 | Etiòpia |
| ------------------------- | ----- | ------- |
| Riza · Ismail · El-Shazly |       |         |

 Estadi d'Accra (Accra)        

#### Final
| Ghana                                  | 3 - 0 | Sudan |
| -------------------------------------- | ----- | ----- |
| Aggrey-Fynn 62' (p.) · Acquah 72', 82' |       |       |

## Campió
| Guanyador de Copa d'Àfrica 1963 |
| ------------------------------- |
| · Ghana · Primer títol          |

## Golejadors
6 gols
- Hassan El-Shazly

4 gols
- Edward Acquah
- Jaxa
- Riza

2 gols
- Mengistu Worku
- Mohamed Salah Jedidi

1 gol
- Edward Aggrey-Fynn
- Wilberforce Mfum
- Ibrahim Yahia El-Kuwarti
- Wazza
- Taha Ismail
- Girma Tekle
- Girma Tesfaye
- Abdelmajid Chetali
- Joseph Bassey
- Asuquo Ekpe
- ... Onya